# Apozol de Gutiérrez
Apozol de Gutiérrez är en ort i Mexiko.   Den ligger i kommunen Yahualica de González Gallo och delstaten Jalisco, i den centrala delen av landet, 400 km väster om huvudstaden Mexico City. Apozol de Gutiérrez ligger 1 701 meter över havet och antalet invånare är 261.
Terrängen runt Apozol de Gutiérrez är kuperad, och sluttar västerut. Runt Apozol de Gutiérrez är det ganska tätbefolkat, med 67 invånare per kvadratkilometer. Närmaste större samhälle är Yahualica de González Gallo, 19,0 km norr om Apozol de Gutiérrez. I omgivningarna runt Apozol de Gutiérrez växer huvudsakligen savannskog.